# 叠氮化铵
叠氮化铵是叠氮酸的铵盐，化学式为NH4N3。与其他无机叠氮化合物类似，这种无色晶体具有爆炸性，尽管敏感度很低。NH4N3有生理活性：少量吸入会导致头痛和心悸。它最早由西奥多·库尔提乌斯（Theodor Curtius）在1890年于其他叠氮化物一起制得。

## 结构
叠氮化铵是离子化合物，几乎不溶于苯，它的含氮量高达93%。